# Кінь (гімнастика)

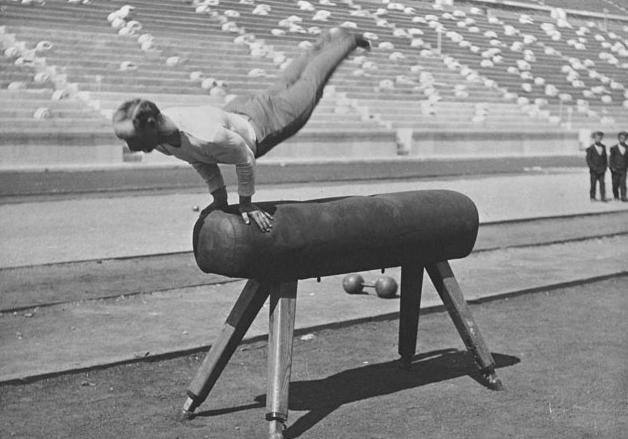
Вправи на гімнастичному коні. Олімпійські Ігри в Афінах 1896 року

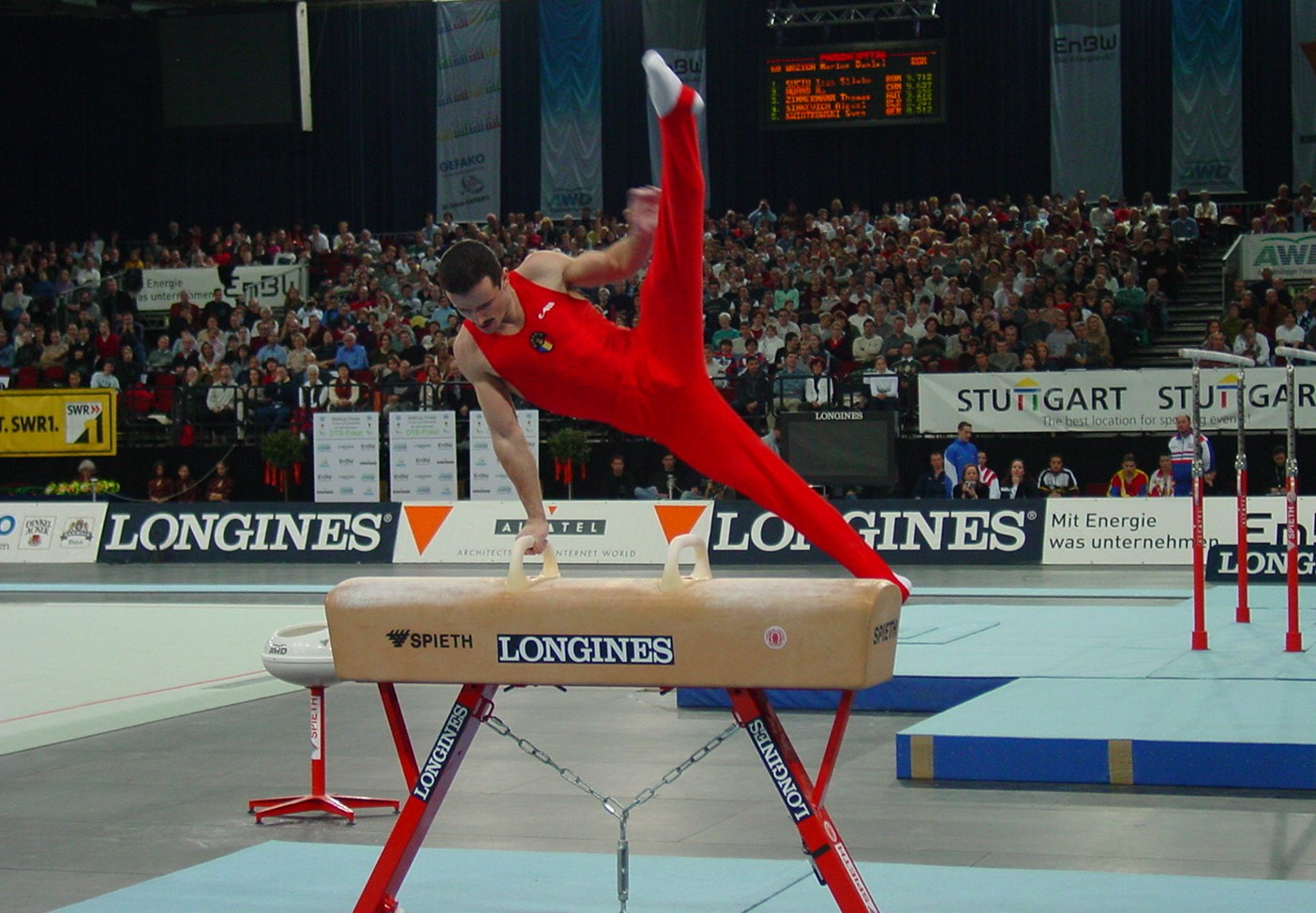
Маріуш Урзіка виконує вправи на коні

Вишкіл воїнів на спортмайданчику. Вправа на коні

Кінь — прилад у спортивній гімнастиці. Для проведення змагань з спортивної гімнастики за олімпійськими правилами вправи на коні виконують лише чоловіки.

## Характеристика
Гімнастичний кінь складається з корпусу, регульованих опор та ручок. Корпус коня укріплений на металевих розсувних опорах — «ногах», за допомогою яких змінюють висоту снаряду над підлогою, зверху встановлюються ручки.
Розміри й характеристики гімнастичного коня встановлені Міжнародною федерацією гімнастики:
- Висота від підлоги до верхньої точки коня: 115 см.
- Довжина: 160 см.
- Ширина: 30 см.
- Висота ручок: 12 см.
- Відстань між ручками: 40-45 см.

## Олімпійські чемпіони у вправах на коні
| Місце проведення  | Золото                                                             | Срібло                                    | Бронза                                       |
| ----------------- | ------------------------------------------------------------------ | ----------------------------------------- | -------------------------------------------- |
| 1896 Афіни        | Луїс Цуттер (SUI)                                                  | Герман Вайнгертнер (GER)                  | медаль не вручалася                          |
| 1900 Париж        | не входили до Олімпійської програми                                | не входили до Олімпійської програми       | не входили до Олімпійської програми          |
| 1904 Сент-Луїс    | Антон Хейда (USA)                                                  | Джордж Ейсер (USA)                        | Вільям Мерц (USA)                            |
| 1908-1920         | не входили до Олімпійської програми                                | не входили до Олімпійської програми       | не входили до Олімпійської програми          |
| 1924 Париж        | Йозеф Вільгельм (SUI)                                              | Джин Гутвенінгер (SUI)                    | Антуан Ребетец (SUI)                         |
| 1928 Амстердам    | Германн Ханггі (SUI)                                               | Жорж Міз (SUI)                            | Хейккі Саволайнен (FIN)                      |
| 1932 Лос-Анджелес | Іштван Пелле (HUN)                                                 | Омеро Бонолі (ITA)                        | Френк Гобольд (USA)                          |
| 1936 Берлін       | Конрад Фрай (GER)                                                  | Євген Мак (SUI)                           | Альберт Бахманн (SUI)                        |
| 1948 Лондон       | Пааво Аалтонен (FIN) Вейкко Хухтанен (FIN) Хейккі Саволайнен (FIN) | медаль не вручалася                       | медаль не вручалася                          |
| 1952 Гельсінкі    | Віктор Чукарін (URS)                                               | Євген Корольков (URS) Грант Шагінян (URS) | медаль не вручалася                          |
| 1956 Мельбурн     | Борис Шахлін (URS)                                                 | Такасі Оно (JPN)                          | Віктор Чукарін (URS)                         |
| 1960 Рим          | Евген Екман (FIN) Борис Шахлін (URS)                               | медаль не вручалася                       | Сюдзі Цурумі (JPN)                           |
| 1964 Токіо        | Мирослав Церар (YUG)                                               | Сюдзі Цурумі (JPN)                        | Юрій Цапенко (URS)                           |
| 1968 Мехіко       | Мирослав Церар (YUG)                                               | Оллі Лайхо (FIN)                          | Михайло Воронін (URS)                        |
| 1972 Мюнхен       | Віктор Клименко (URS)                                              | Савао Като (JPN)                          | Ейдзо Кенмоцу (JPN)                          |
| 1976 Монреаль     | Золтан Мадяр (HUN)                                                 | Кейдзо Кенмоцу (JPN)                      | Микола Андріанов (URS) Мікаель Ніколай (GDR) |
| 1980 Москва       | Золтан Мадяр (HUN)                                                 | Олександр Дитятін (URS)                   | Мікаель Ніколай (GDR)                        |
| 1984 Лос-Анджелес | Лі Нін (CHN) Пітер Відмар (USA)                                    | медаль не вручалася                       | Тім Даггетт (USA)                            |
| 1988 Сеул         | Дмитро Білозерчев (URS) Злост Боркай (HUN) Любомир Герасков (BUL)  | медаль не вручалася                       | медаль не вручалася                          |
| 1992 Барселона    | Пае Гіл-Су (PRK) Віталій Щербо (EUN)                               | медаль не вручалася                       | Андреас Векер (GER)                          |
| 1996 Атланта      | Донхуа Лі (SUI)                                                    | Маріуш Урзіка (ROU)                       | Олексій Нємов (RUS)                          |
| 2000 Сідней       | Маріуш Урзіка (ROU)                                                | Ерік Пужад (FRA)                          | Олексій Нємов (RUS)                          |
| 2004 Афіни        | Тен Хайбінь (CHN)                                                  | Маріуш Урзіка (ROU)                       | Такехіро Касіма (JPN)                        |
| 2008 Пекін        | Сяо Цінь (CHN)                                                     | Філіп Уде (CRO)                           | Луїс Сміт (GBR)                              |
| 2012 Лондон       | Крістіан Беркі (HUN)                                               | Луїс Сміт (GBR)                           | Макс Вітлок (GBR)                            |
| 2016 Ріо          | Макс Вітлок (GBR)                                                  | Луїс Сміт (GBR)                           | Александер Наддур (USA)                      |